# سيباستيان أوجييه

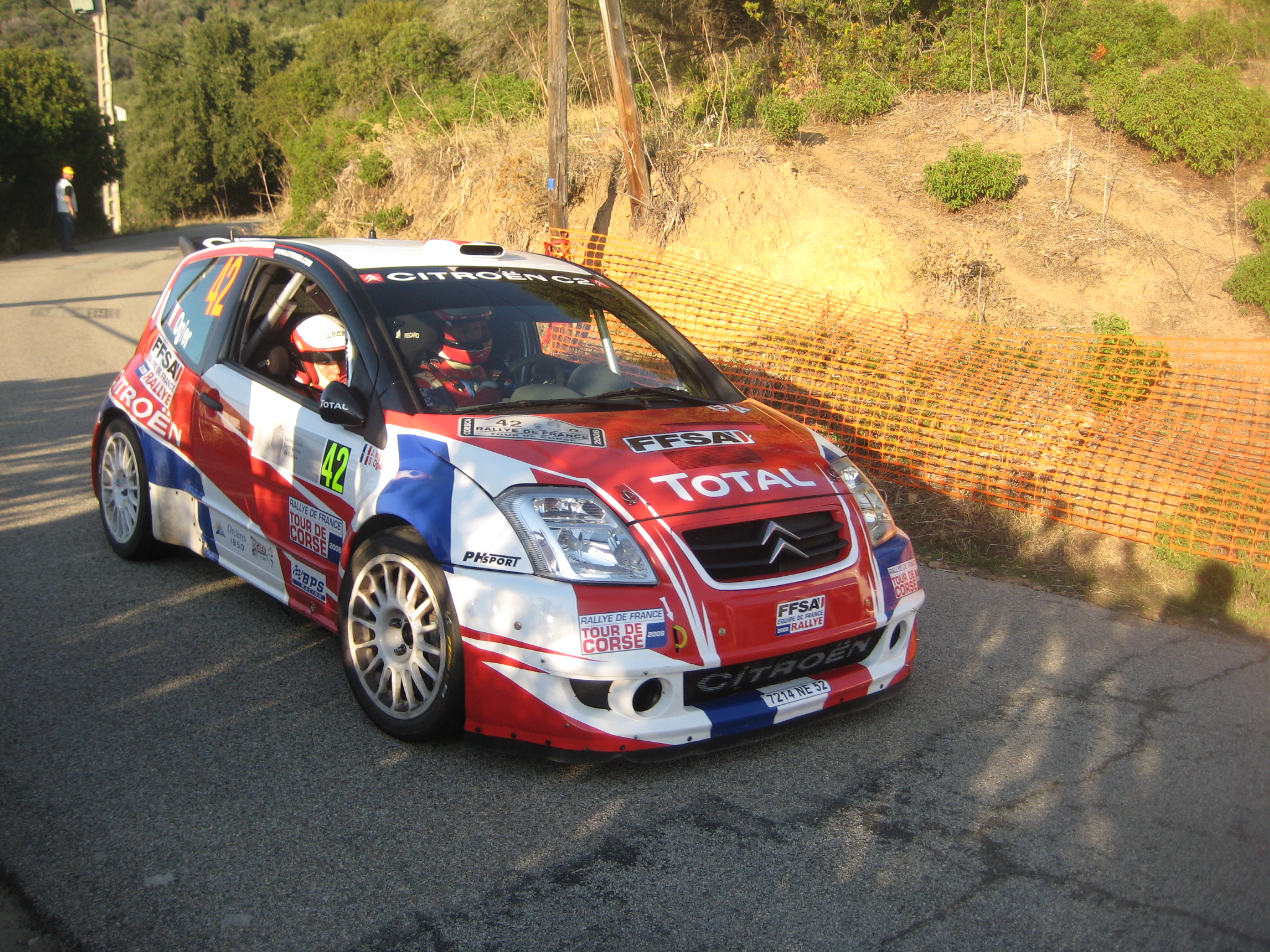
سيباستيان في 2008

سيباستيان أوجييه (بالفرنسية: Sébastien Ogier) مواليد 17 ديسمبر 1983، هو سائق راليات فرنسي سابق، بدأ مسيرته في سنة 2006 من خلال أول رالي له وهو رالي المكسيك 2008، هو أحد أبطال بطولة العالم للراليات. وشارك في رالي التحدي عبر القارات. فاز بـ 62 سباق رالي وصعد على المنصة 107 مرة خلال مسيرته. من ناحية الإنجازات يعتبر ثاني أفضل سائق راليات فرنسي بعد مواطنه سيباستيان لوب.

### سجل الفوز
سباق تويوتا جازو 2020 -
وسط تكهنات وتصريحات حول اعتزاله الرياضة، وقع أوجييه مع تويوتا لموسم 2020، مع خيار لعام 2021. حصل بطل العالم ست مرات على المركز الثاني في حدث مسقط رأسه في مونتي كارلو، وحصل على منصة التتويج أربع مرات أخرى خلال بطولة مختصرة مكونة من سبعة أحداث. تولى المنافس إلفين إيفانز زمام المبادرة في معظم فترات الموسم، لكنه انزلق على الجليد في الحدث الأخير في مضمار سباق مونزا، ولم يتبق سوى مرحلتين فقط. ولوح إيفانز بسيارة أوجييه لإبطاء سرعتها في نفس الزاوية التي تعثرت فيها سيارته عن الطريق. لاحظ أوجييه لاحقًا أن هذا الإجراء أنقذ سيارته من حادث مماثل. رفع أوجييه ومساعده إنغراسيا لقبهما العالمي السابع في هذا الحدث. أصبح زميله السابق ياري ماتي لاتفالا مديرًا للفريق في تويوتا في عام 2021.
عام2021
في عام 2021، أعلن أوجييه عن خطط للاعتزال في نهاية الموسم. بدأ الموسم باعتباره الفائز بالدفاع ست مرات في مونتي كارلو. بدأ الموسم بفوزه السابع في مونتي كارلو، والذي كان أيضًا فوزه الخمسين في مسيرته. ومع ذلك، في الشهر التالي، قدم عرضًا سيئًا في المراحل الثلجية من 2021 Arctic Rally فنلندا، بما في ذلك حادث تحطم قرب نهاية المرحلة الثامنة كلفه ما يقرب من 10 دقائق. حقق انتصارات في كرواتيا وإيطاليا وكينيا ومونزا، واحتل المركز الثالث في البرتغال واليونان، وحصل على لقبه الثامن على زميله إلفين إيفانز.
عام 2022
كان أوجييه قد أعلن عن نيته اعتزال الرياضة نهاية عام 2021. في وقت لاحق قرر التنافس فقط في الأحداث المختارة لموسم 2022. أصبح بنجامين فيلاس هو السائق المساعد الجديد لأوجييه حيث قرر جوليان إنجراسيا، الذي كان يقود أوجييه منذ بداية حياته المهنية في 2005، التقاعد. بدأ عصر Rally1 الهجين بشكل جيد بالنسبة لـ Ogier. كان أول حدث له هو رالي مونتي كارلو 2022. طوال الحدث، كان يتقاتل مع سيباستيان لوب ومساعدته الجديدة إيزابيل جالميش. لقد أخذ زمام المبادرة في SS10 بعد اختيار لوب الخاطئ للإطارات، لكن ثقبًا في المرحلة قبل الأخيرة أوصله إلى المركز الثاني.
ثم شارك في رالي البرتغال 2022 لكنها كانت عطلة نهاية أسبوع لن تُنسى. أجبره ثقب مبكر على استخدام نظام Rally 2 في مباراة الذهاب. لقد خرج لاحقًا عن الطريق في SS11، وخسر أكثر من 50 دقيقة واستخدم Rally 2 مرة أخرى، وصنف في النهاية في المركز 50. في 2022 Safari Rally، كان متصدرًا لكن ثقبًا أسقطه من المركز الأول إلى المركز السادس. تمكن في النهاية من العودة إلى المركز الرابع ومنح تويوتا المركز الأول على الإطلاق 1-4. شارك لاحقًا في 2022 رالي نيوزيلندا وحصل على المركز الثاني خلف البطل المتوج حديثًا كالي روفانبيرا.
تمكن سيباستيان أوجييه من العودة إلى الصدارة في رالي كاتالونيا 2022 (بطولة العالم للراليات)، مما منح فيلاس فوزه الأول كسائق مساعد. قام لاحقًا بتعيين سائق مساعد جديد ، فنسنت لانديس لـ 2022 رالي اليابان، حيث تعرض لثقب في المرحلة الثانية لكنه تمكن من العودة إلى المركز الرابع. ويحتل سيباستيان أوجييه المركز السادس عام 2022 برصيد 97 نقطة.
عام2023
قرر أوجييه مواصلة المنافسة في أحداث مختارة في 2023، مع بقاء فنسنت لانديس ملاحًا له. كان أول حدث لأوجييه هو رالي مونتي كارلو 2023، والذي قاده من البداية إلى النهاية، على الرغم من تقدم روفانبيرا المتأخر. فاز بالرالي للمرة التاسعة، ليصبح السائق الأكثر نجاحاً في تاريخ الحدث. شارك لاحقًا في 2023 رالي المكسيك، والذي فاز به أيضًا، حيث قاد الرالي منذ المرحلة SS11 بعد حادث منافسه الرئيسي إيسابيكا لابي.
| الرقم | الحدث           | الموسم                          |
| ----- | --------------- | ------------------------------- |
| 1     | رالي البرتغال   | بطولة العالم للراليات موسم 2010 |
| 2     | رالي اليابان    | بطولة العالم للراليات موسم 2010 |
| 3     | رالي البرتغال   | بطولة العالم للراليات موسم 2011 |
| 4     | رالي الأردن     | بطولة العالم للراليات موسم 2011 |
| 5     | رالي أكروبوليس  | بطولة العالم للراليات موسم 2011 |
| 6     | رالي ألمانيا    | بطولة العالم للراليات موسم 2011 |
| 7     | رالي فرنسا      | بطولة العالم للراليات موسم 2011 |
| 8     | رالي السويد     | بطولة العالم للراليات موسم 2013 |
| 9     | رالي المكسيك    | بطولة العالم للراليات موسم 2013 |
| 10    | رالي البرتغال   | بطولة العالم للراليات موسم 2013 |
| 11    | رالي سردينيا    | بطولة العالم للراليات موسم 2013 |
| 12    | رالي فنلندا     | بطولة العالم للراليات موسم 2013 |
| 13    | رالي أستراليا   | بطولة العالم للراليات موسم 2013 |
| 14    | رالي فرنسا      | بطولة العالم للراليات موسم 2013 |
| 15    | رالي كتالونيا   | بطولة العالم للراليات موسم 2013 |
| 16    | رالي ويلز       | بطولة العالم للراليات موسم 2013 |
| 17    | رالي مونت كارلو | بطولة العالم للراليات موسم 2014 |
| 18    | رالي المكسيك    | بطولة العالم للراليات موسم 2014 |
| 19    | رالي البرتغال   | بطولة العالم للراليات موسم 2014 |
| 20    | رالي سردينيا    | بطولة العالم للراليات موسم 2014 |
| 21    | رالي بولندا     | بطولة العالم للراليات موسم 2014 |
| 22    | رالي أستراليا   | بطولة العالم للراليات موسم 2014 |
| 23    | رالي كتالونيا   | بطولة العالم للراليات موسم 2014 |
| 24    | رالي ويلز       | بطولة العالم للراليات موسم 2014 |
| 25    | رالي مونت كارلو | بطولة العالم للراليات موسم 2015 |
| 26    | رالي السويد     | بطولة العالم للراليات موسم 2015 |
| 27    | رالي المكسيك    | بطولة العالم للراليات موسم 2015 |
| 28    | رالي سردينيا    | بطولة العالم للراليات موسم 2015 |
| 29    | رالي بولندا     | بطولة العالم للراليات موسم 2015 |
| 30    | رالي ألمانيا    | بطولة العالم للراليات موسم 2015 |
| 31    | رالي أستراليا   | بطولة العالم للراليات موسم 2015 |
| 32    | رالي ويلز       | بطولة العالم للراليات موسم 2015 |

## روابط خارجية
- سيباستيان أوجييه على موقع DriverDB.com (الإنجليزية)
- سيباستيان أوجييه على موقع Rallye-info.com (الإنجليزية)
- سيباستيان أوجييه على موقع eWRC-results.com (الإنجليزية)